# Zbůch
Zbůch – gmina w Czechach, w powiecie Pilzno Północ, w kraju pilzneńskim. Według danych z dnia 1 stycznia 2013 liczyła 2 183 mieszkańców.